# Ульба (приток Антропа)
Ульба — река в России, протекает по Таштагольскому Кемеровской области и Солтонскому районам  Алтайского края. Устье реки находится в 56 км по правому берегу реки Антроп. Длина реки составляет 12 км.

## Данные водного реестра
По данным государственного водного реестра России относится к Верхнеобскому бассейновому округу, водохозяйственный участок реки — Кондома, речной подбассейн реки — Томь. Речной бассейн реки — (Верхняя) Обь до впадения Иртыша.